# لودویک ۳۳۷۷
سیارک ۳۳۷۷ (به انگلیسی: 3377 Lodewijk، نامگذاری:4122P-L) سه هزار و سیصد و هفتاد و هفتمین سیارک کشف شده‌است که در ۲۴ سپتامبر ۱۹۶۰ کشف شد.
قدر مطلق سیارک برابر ۱۲٫۶۰ است.